# Lepthyphantes minutus
Lepthyphantes minutus (Blackwall, 1833) è un ragno appartenente alla famiglia Linyphiidae.

## Distribuzione
La specie è stata rinvenuta in diverse località della regione olartica

## Tassonomia
È la specie tipo del genere Lepthyphantes Menge, 1866.
Non sono stati esaminati esemplari di questa specie dal 2013
Attualmente, a dicembre 2013, non sono note sottospecie